# Mercedes-Benz M 137
| Mercedes-Benz        | Mercedes-Benz                             |
| -------------------- | ----------------------------------------- |
|                      |                                           |
| M 137                |                                           |
| Hersteller:          | Mercedes-Benz                             |
| Produktionszeitraum: | 1999–2002                                 |
| Bauform:             | V 60°, Zwölfzylinder                      |
| Motoren:             | 5,8 Liter (5786 cm³) 6,3 Liter (6258 cm³) |
| Vorgängermodell:     | M 120                                     |
| Nachfolgemodell:     | M 275                                     |
| Ähnliche Modelle:    | M 112 M 113                               |

Der M 137 ist ein V-12-Zylinder-Ottomotor von Mercedes-Benz. Er wurde 1999 im S-Klasse-Modell S 600 der Baureihe 220 eingeführt und löste den M 120 ab. Nachfolger ist der ab 2002 angebotene M 275. Der M 137 wurde im Mercedes-Benz-Motorenwerk Berlin-Marienfelde hergestellt.

## Technik
Der M 137 ist technisch den Acht- und Sechszylindermotoren M 113 und M 112 ähnlich. Wie diese hat er je Zylinderreihe eine Nockenwelle und je Zylinder zwei Einlass- und ein Auslassventil, die von Alu-Rollenkipphebeln betätigt werden, und zwei Zündkerzen, die zeitversetzt angesteuert werden. Der Zylinderbankwinkel beträgt 60°.
Das Leichtmetall-Kurbelgehäuse mit eingegossenen Silitec-Zylinderlaufbuchsen (Al-Si-Legierung) ist in Bedplate-Bauweise ausgeführt, d. h. auf Höhe der Kurbelwelle geteilt, wobei in das Unterteil Kurbelwellen-Lagerbrücken aus Gusseisen mit Kugelgraphit (GGG) eingeschraubt sind.
Der Motor musste für den Einbau in die Baureihe 220 sehr kompakt ausgeführt werden. Der W 220 ist gegenüber dem Vorläufer W 140 deutlich kleiner; der Motorraum im W 220 ist konstruktiv auf die Abmessungen des Achtzylinders M 113 abgestimmt. Die Entscheidung, im W 220 – wie im Vorgänger – einen Zwölfzylindermotor anzubieten, war im Verlauf der Entwicklung erst spät gefallen. So wurde der M 137 leicht langhubig ausgelegt (Kolbenhub größer als Zylinderbohrung) und der Zylinderabstand wurde auf nur 90 mm festgelegt, um den Motor kompakt zu halten.
Der M 137 ist nicht nur wesentlich kleiner, sondern mit 220 kg auch um 80 kg leichter als der M 120. Der M 137 ist als Dreiventiler und mit nur einer Nockenwelle pro Bank etwas einfacher aufgebaut als sein Vorgänger M 120, der vier Ventile pro Brennraum und zwei Nockenwellen je Zylinderbank besitzt.
Der M 137 erhielt als Neuerung eine Zylinderabschaltung. Bei niedriger Last und bis zu einer Drehzahl von 3000/min bewegt der Motor zwar alle zwölf Kolben, es arbeiten aber nur die sechs Zylinder der rechten Bank. Die Ventile der linken Bank werden in geschlossenem Zustand stillgelegt, um Pumpverluste zu vermeiden. Die Schlepphebel sind dafür zweigeteilt; sie können durch einen hydraulisch betätigten Kolben entkoppelt werden. Eine eigene Ölpumpe versorgt das dafür erforderliche Hydrauliksystem mit Öl aus dem Motorölkreislauf. Die Zylinderabschaltung verbessert den Wirkungsgrad des Motors durch kleinere Drosselverluste und höhere effektive Verdichtung, da die Zylinder der rechten Bank bei entkoppeltem Ventiltrieb der linken Bank bei weniger drosselnder Klappenstellung besser gefüllt werden und damit der „halbierte Motor“ im Sechszylinderbetrieb aus der verbesserten Füllung ein höheres anteiliges Drehmoment erzielt.

## AMG
Die auf runde 6,3 Liter Hubraum vergrößerte AMG-Version des M 137 wurde ab Herbst 2001 in der S-Klasse und im CL-Coupé eingesetzt. Nur wenige Exemplare der AMG-Version der G-Klasse (G 63 AMG) entstanden mit diesem V12-Motor. Das Aggregat leistet 326 kW (444 PS) und entwickelt ein maximales Drehmoment von 620 Nm. Sie wurde bereits 2002 in allen Modellen vom aufgeladenen 5,5-Liter-Kompressor-V8 abgelöst. Dieser hatte zwar nur acht Zylinder, übertraf den V12 aber in Leistung und Drehmoment deutlich.

## Einsatz

### M 137 E 58*
| Verkaufsbezeichnung                                                                        | Baureihe | Bauzeitraum |
| ------------------------------------------------------------------------------------------ | -------- | ----------- |
| Hubraum: 5786 cm³, Leistung: 270 kW (367 PS) bei 5500/min, Drehmoment: 530 Nm bei 4250/min |          |             |
| CL 600                                                                                     | C 215    | 1999–2002   |
| S 600 L                                                                                    | W/V 220  | 1999–2002   |

### M 137 E 63*
| Verkaufsbezeichnung                                                                        | Baureihe | Bauzeitraum |
| ------------------------------------------------------------------------------------------ | -------- | ----------- |
| Hubraum: 6258 cm³, Leistung: 326 kW (444 PS) bei 5500/min, Drehmoment: 620 Nm bei 4400/min |          |             |
| CL 63 AMG                                                                                  | C 215    | 2001–2002   |
| S 63 AMG                                                                                   | W/V 220  | 2001–2002   |
| G 63 AMG                                                                                   | W 463    | 2002–2003   |

 * Die Motorbezeichnung ist wie folgt verschlüsselt:
M = Motor (Otto), Baureihe = 3-stellig, E = Saugrohreinspritzung, Hubraum = Deziliter (gerundet)

## Technische Daten

### M 137 E 58
- Zylinder: 12
- Ventile pro Zylinder: 3
- Zylinderbankwinkel: 60°
- Zylinderabstand: 90 mm
- Bohrung × Hub: 84 mm × 87 mm
- Hubraum: 5786 cm³
- Einspritzung: Saugrohreinspritzung
- Verdichtung: 10,0 : 1
- Leistung: 270 kW (367 PS) bei 5500/min
- Maximales Drehmoment: 530 Nm bei 4250/min

### M 137 E 63 AMG
- Zylinder: 12
- Ventile pro Zylinder: 3
- Zylinderbankwinkel: 60°
- Bohrung × Hub: 84,5 mm × 93 mm
- Hubraum: 6258 cm³
- Einspritzung: Saugrohreinspritzung
- Verdichtung: 10,0 : 1
- Leistung: 326 kW (444 PS) bei 5500/min
- Maximales Drehmoment: 620 Nm bei 4400/min